# دقيق الأرز

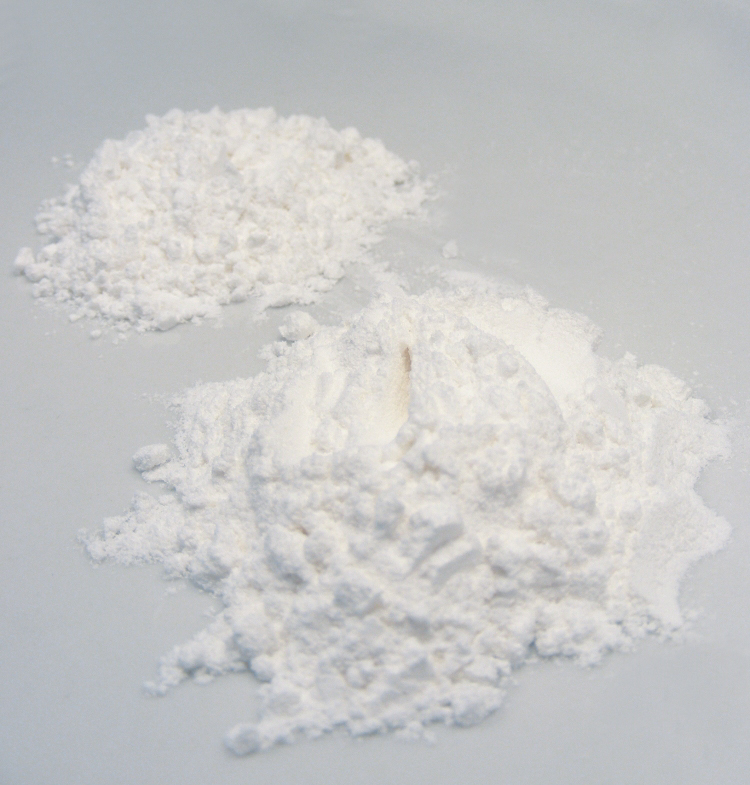
دقيق الارز

دقيق الأرز (يطلق عليه أيضا الأرز المسحوق) هو نوع من أنواع الدقيق المصنوعة من الدقيق والأرز المطحون الناعم، وهو يختلف عن النشا الأرز، الذي ينتج عادة عن طريق نقع الأرز في الغسول. يمكن إعداد دقيق الأرز من الأرز الأبيض أو الأرز البني، لصنع الدقيق يتم إزالة القشرة من الأرز أو الشعير، ويتم الحصول على الأرز النيء. ثم يتم طحن الارز النيء إلى دقيق، طحين الأرز هو بديل جيد بالنسبة لدقيق القمح، والذي يسبب تهيج في الجهاز الهضمي من أولئك الذين هم مصابون بمرض الغلوتين التعصب. كما يستخدم دقيق الأرز كعامل سماكة في الوصفات المبردة أو المجمدة .
في اليابانية يسمى دقيق الأرز إما komeko أو mochiko ,
يصنع الموشيكو (و هو عبارة عن حلوى الأرز والدقيق) من الأرز الحلو والذي يعرف أيضاً بأسم الأرز الدبق ,

## إستخداماته
يستخم دقيق الأرز في الكثير من الأطباق اليابانية والأسيوية مثل الحلويات اليابانية ( الدانغو والموششيكو والكاسكرون الفلبيني ) و يستخدم في الأطباق الأسيوية الأخرى .

## اقرأ أيضاً
- كيناكو